# Acusaciones de trampa en la temporada 1994 de Fórmula 1
Se realizaron denuncias de trampas durante la temporada 1994 de Fórmula 1 donde varios equipos estuvieron involucrados, con las principales acusaciones en torno a Benetton Formula. Inicialmente, se alegó que Benetton había estado usando un software de control de tracción ilegal para su ventaja en las carreras; sin embargo, esto no pudo ser suficientemente probado por la FIA. Un incendio de reabastecimiento de combustible en el monoplaza de Jos Verstappen en el Gran Premio de Alemania provocó nuevas denuncias y una investigación por parte de Intertechnique en la fábrica del equipo Benetton. Tras la investigación, la FIA reveló que Benetton había estado usando una válvula de combustible sin filtro, lo que permitió que el combustible entrara en el coche un 12,5 % más rápido que una válvula de combustible legal.

## Antecedentes
Los reglamentos técnicos para la temporada 1994 de Fórmula 1 se anunciaron en el Gran Premio de Canadá de 1993. Uno de los principales anuncios fue que se prohibirían las ayudas electrónicas, que incluían frenos de potencia y sistemas de control de tracción. También se prohibió para la temporada el uso de sistemas de frenos antibloqueo (ABS) y suspensión activa. Esto se hizo porque se temía que los sistemas de ayuda electrónica estuvieran nivelando el campo, poniendo más énfasis en el chasis que en el talento del piloto. Algunos se pronunciaron en contra del control de tracción, incluido Ayrton Senna, quien dijo que prefería tener más control del monoplaza en lugar de que las computadoras lo manejaran por él. Irónicamente, Senna diría más tarde que creía que habría muchos accidentes durante la temporada 1994, ya que no se intentó reducir la velocidad de los coches mientras se quitaban las ayudas para el conductor. Max Mosley, presidente del organismo rector de la Fórmula 1, la FIA, se pronunció a favor de prohibir el control de tracción y dijo que los sistemas «podrían ser extremadamente peligrosos e impredecibles».
Casi al mismo tiempo que se anunció el reglamento técnico para 1994, muchos en el deporte cuestionaban la legalidad de las suspensiones activas, lo cual fue un factor clave en su prohibición para la temporada 1994. Algunos en el paddock consideraron la decisión como un intento de restringir a Williams, ya que el equipo tenía una gran ventaja con su suspensión activa y otras ayudas para el piloto. El concepto de transmisión continuamente variable (CVT) sin carreras también fue prohibido, pero era bien sabido que Williams había pasado varios años desarrollando y probando dicho sistema, que amenazaba con aumentar aún más la ventaja de sus autos si se introdujera.
Detrás de escena en Williams, consideraron el momento del anuncio como «lamentable», y algunos cuestionaron si el campeonato 1992 ganado por Nigel Mansell todavía se consideraría válido. También se introdujo para la temporada 1994 el reabastecimiento de combustible durante las carreras, por primera vez desde 1983. Como resultado, todo el personal del equipo que trabajaba en el monoplaza durante las paradas en boxes tenía que usar ropa protectora contra incendios como medida de seguridad. La FIA cambió las reglas para aumentar el interés en el deporte debido en parte a la disminución de los índices de audiencia televisivos de la temporada 1993 en comparación con la temporada predecesora. También se sugirió que los cambios en las reglas podrían beneficiar a Ferrari, ya que el equipo había tenido problemas con la introducción de sus ayudas para el piloto, y se beneficiaría de la reintroducción del reabastecimiento de combustible debido a la configuración de su motor V12, que era menos eficiente en combustible que los V10 y V8 construidos por sus rivales.

## Primeras acusaciones
Se realizaron acusaciones de trampa en la primera ronda de la temporada 1994, el Gran Premio de Brasil. En la vuelta 21 de la carrera, Senna en el Williams que lideraba la carrera, hizo una parada en boxes, con Michael Schumacher en el Benetton muy cerca. El equipo de boxes de Benetton hizo una parada muy rápida para Schumacher, colocándolo frente a Senna para liderar la carrera. Schumacher ganó el Gran Premio después de que Senna se saliera de la carrera. Esto provocó especulaciones de que Benetton estaba usando un sistema para hacer paradas en boxes más rápidas que sus rivales.
Durante el fin de semana del Gran Premio del Pacífico, en abril, el piloto de pruebas de Ferrari Nicola Larini (que había sustituido a Jean Alesi en la primera parte de la temporada), filtró a los medios italianos que había utilizado el control de tracción durante los entrenamientos de la carrera. Ferrari y Larini luego negaron las afirmaciones a la prensa mundial. La «filtración» de Larini generó aún más sospechas sobre los equipos que usan ayudas ilegales para el piloto para ayudarlos en las carreras. Senna se retiró en la primera vuelta de la carrera después de una colisión con el piloto de McLaren Mika Häkkinen. En lugar de regresar al área de pits de Williams, Senna optó por pararse y observar cómo los monoplazas completaban la carrera para ver si podía escuchar algún ruido que sugiriera que el control de tracción se estaba usando ilegalmente en los otros coches. Senna regresó al área de pits de Williams después de la carrera con la sospecha de que el chasis de Benetton era ilegal.

## Cambios en el reglamento
En el Gran Premio de San Marino, tanto Senna como Roland Ratzenberger sufrieron accidentes fatales. Después del fin de semana de carreras, la FIA pidió a los equipos que terminaron primero, segundo y tercero en la carrera (Benetton, Ferrari y McLaren respectivamente) que proporcionaran copias del código fuente del sistema de gestión del motor para ver si se estaba almacenando un sistema de control de tracción. Ferrari proporcionó el código de inmediato, pero McLaren y Benetton solo entregaron el código después de la fecha límite de la FIA, por lo que fueron multados con 100 000 dólares. Antes de esto, la FIA había accedido a ver una demostración del sistema Benetton en las instalaciones de motores de Cosworth, ya que el fabricante consideraba que el software era de su propiedad y se negó a dar permiso a Benetton para proporcionárselo a la FIA.
La FIA anunció varios cambios en las reglas técnicas en el Gran Premio de Mónaco para ayudar a mejorar la seguridad de los coches. La carga aerodinámica de los monoplazas se redujo con el difusor restringido para ayudar a reducir la cantidad de agarre disponible. Entre los Grandes Premios de Mónaco y España, los equipos probaron los autos revisados en sesiones de prueba a lo largo de la semana. Varios equipos experimentaron problemas con sus coches revisados; Ligier sufrió dos montajes de alas agrietados, mientras que Williams notó un montaje agrietado durante las pruebas en Jerez. El mayor incidente fue el de Pedro Lamy en una unidad Lotus en el circuito de Silverstone. Mientras se acercaba a la esquina del puente en el circuito, el alerón trasero del Lotus se desprendió y provocó una pérdida repentina de carga aerodinámica. El Lotus dio una voltereta lateral fuera del circuito a 170 mph (273,6 km/h), volando a través de una valla protectora, aterrizando en un túnel de acceso de espectadores. Lamy fue hospitalizado como resultado del accidente. En la semana previa a la carrera española, el jefe del equipo Benetton, Flavio Briatore, criticó a la FIA y acusó al presidente Max Mosley de tomar «decisiones precipitadas e irreflexivas» y de que algunos de los componentes del monoplaza Benetton podrían no haber sido sometidos a comprobaciones de control de calidad. En una carta enviada a Mosley el 25 de mayo, Briatore también dijo:

Será su responsabilidad y de la FIA que corran. Ahora que los equipos han tenido la oportunidad de probar y evaluar los cambios en el reglamento de Barcelona, se ha hecho evidente que hay serios problemas. La estabilidad y la consistencia de los coches han empeorado. Esto puede ser confirmado por conversaciones con la mayoría de los equipos y sus pilotos. Es posible que se haya reducido la velocidad de los autos en las curvas, pero se ha incrementado la probabilidad de un accidente. Varios equipos están experimentando fallas estructurales que son atribuibles al cambio de reglamento. La carga de los componentes clave, como los alerones traseros, ha cambiado y se ha movido fuera del rango diseñado. A pesar de estas preocupaciones, continúas insistiendo en estas medidas mal concebidas. Nuestra opinión es que debe cuestionarse su capacidad y la de sus asesores para juzgar cuestiones técnicas y de seguridad en la F1.

El equipo Benetton, junto a Williams, McLaren, Lotus, Pacific, Simtek, Jordan, Footwork Arrows y Ligier debatieron el tema en la autocaravana de Williams para discutir el reglamento técnico. Entraron en vigor más cambios para las carreras de Canadá y Alemania, con la introducción de la «bomba de combustible» (más estrechamente relacionada con el combustible disponible en el mercado, que reduce ligeramente la potencia y el rendimiento del motor) y la «tabla» (un trozo de madera que corre a lo largo de la parte inferior del chasis que se controla para detectar un desgaste excesivo, aumentando la altura de manejo y, por lo tanto, disminuyendo el agarre).

## Nuevas acusaciones
Las acusaciones se reavivaron en el Gran Premio de Francia, cuando, partiendo desde el tercer lugar en la grilla, Schumacher superó a los dos pilotos de Williams, Damon Hill y Nigel Mansell, llevándolos a la primera curva de la carrera. Esto nuevamente generó sospechas de que Benetton estaba usando control de tracción. También hubo incidentes que involucraron a otros equipos, en particular a Ferrari y McLaren. Mientras comentaba la carrera para Eurosport con John Watson y Allard Kalff, el piloto de Williams, David Coulthard, quien fue reemplazado por Mansell para la carrera, afirmó que la salida de Schumacher le recordaba el tipo de salidas de la temporada 1993 cuando el control de tracción era legal.
En julio, la FIA anunció que había analizado las cajas negras de Benetton de Imola y encontró un sistema de «control de lanzamiento» en el software. Incluía lo que parecía ser un sistema de disparo oculto que era muy sospechoso. Durante la investigación se encontraron varias discrepancias con respecto a las capacidades del sistema, algunas incluso sorprendiendo a Benetton. La investigación mostró que se podía encender con una computadora portátil, que el menú de Benetton no mostraba el «control de inicio» como una opción y que era una opción pero no era «visible» (Opción 13). Aunque el equipo admitió la existencia del código, afirmó que era redundante y que Schumacher no podía activarlo. Benetton afirmó además que la ayuda del piloto solo se usó en las pruebas y que fue elaborada para evitar que se encienda accidentalmente, y que el «control de lanzamiento» solo podía iniciarse recompilando el código fuente. Las reglas en ese momento solo impedían el uso del control de tracción, no la existencia de un software que pudiera usarse para implementarlo. Como la FIA no tenía pruebas de que se estaba utilizando, no se tomó ninguna medida. La FIA finalmente emitió una declaración sobre la investigación del presunto uso de un sistema de arranque automático por parte de Benetton en Imola. La conclusión fue que «la mejor evidencia es que Benetton Formula Ltd no estaba utilizando el 'control de lanzamiento' en el Gran Premio de San Marino de 1994». Si las pruebas demostraran lo contrario, Benetton se enfrentaba a la exclusión del campeonato.
Willem Toet, jefe de aerodinámica de Benetton en 1994, cree que fue la técnica de Schumacher la que Senna inicialmente confundió con un control de tracción ilegal durante el Gran Premio del Pacífico. Sugirió que la técnica de Schumacher de frenar con el pie izquierdo podría haber engañado al brasileño para que pensara que Benetton era ilegal. Sin embargo, esta opinión no fue ampliamente aceptada ya que la técnica LFB se había utilizado en la F1 desde principios de la década de 1970. De hecho, se sabía que el propio compañero de equipo de Senna, Gerhard Berger, usó el freno con el pie izquierdo en 1992 cuando había sido compañero de equipo de Senna.
Hill estaba en la pole position para el Gran Premio de Gran Bretaña después de clasificarse como el más rápido. Durante la vuelta de calentamiento de camino a la grilla de salida, Schumacher, que salía segundo, adelantó ilegalmente a Hill. Como resultado de esta maniobra, Schumacher recibió una penalización de cinco segundos 27 minutos después del incidente original. Schumacher nunca ingresó al pitlane para cumplir la sanción cuando originalmente se le impuso, y en la vuelta 21, Schumacher recibió la bandera negra. El alemán se quedó fuera del circuito mientras que el jefe del equipo Benetton, Briatore, junto con el director técnico, Tom Walkinshaw, fueron a discutirlo con el director de carrera, Roland Bruynseraede, argumentando que no habían sido debidamente informados de la sanción. Schumacher finalmente cumplió la penalización de tiempo en la vuelta 27, terminando la carrera en segunda posición detrás de Hill.
Después del Gran Premio de Gran Bretaña, Schumacher y Benetton fueron multados con 25 000 dólares por infringir las normas deportivas, y la FIA optó por abrir una investigación sobre los hechos ocurridos en la carrera. Joan Villadelprat, jefe de equipo de Benetton, afirmó que aunque cometieron un error en la carrera, los comisarios de carrera también cometieron un error ya que el equipo no fue notificado dentro de los 15 minutos posteriores a la infracción como especifica el reglamento.

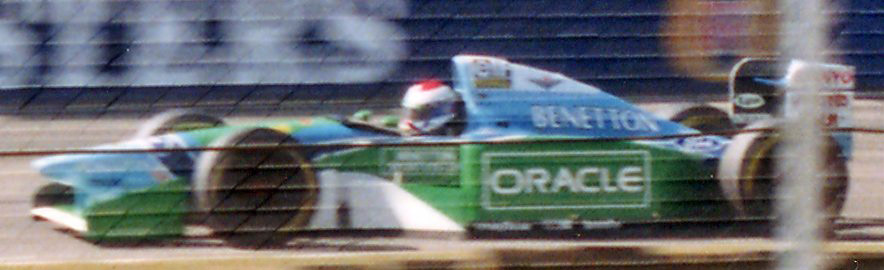
Jos Verstappen sufrió quemaduras leves tras un incendio en una parada en boxes durante el Gran Premio de Alemania de 1994.

El Gran Premio de Alemania generó más controversia que condujo a más acusaciones de trampa por parte de Benetton. Durante una parada en boxes, el coche Benetton de Jos Verstappen se incendió durante el repostaje porque la boquilla de combustible no entró correctamente en el monoplaza. Verstappen sufrió quemaduras menores, con cuatro de los mecánicos de Benetton también quemados. Intertechnique, la empresa que fabricaba los equipos de repostaje de todos los equipos, fue delegada por el órgano rector para examinar la fábrica de Benetton poco después de la carrera alemana. Después del examen de Intertechnique, la FIA emitió un comunicado en el que afirmaba que «la válvula [de combustible] tardó en cerrarse debido a la presencia de un cuerpo extraño» y que se había retirado un filtro diseñado para eliminar cualquier posible riesgo de incendio. Una estimación realizada por un tercero indicó que sin el filtro, el combustible fluyó hacia el automóvil a un ritmo un 12,5% más rápido de lo habitual, ahorrando un segundo por parada en boxes. Benetton emitió un comunicado de prensa poco después, anunciando que se había puesto en contacto con una «empresa independiente especializada en investigación de accidentes» para dar opiniones sobre el método de repostaje. También anunciaron que se había enviado una copia del informe de la FIA a Marriott Harrison, sus asesores legales. La FIA anunció, como resultado de sus hallazgos, que Benetton sería convocado a una reunión del Consejo Mundial del Deporte Automovilístico el 19 de octubre. El 11 de agosto, tres días antes del Gran Premio de Hungría, los representantes de Intertechnique dijeron que Benetton no había enviado ninguna solicitud para quitar el filtro de la boquilla y que nunca autorizarían a Benetton a quitar la boquilla. Benetton emitió un comunicado de prensa el 13 de agosto, afirmando que hubo una falla en el equipo provisto por Intertechnique.
Antes de la apelación de Schumacher por su descalificación en el Gran Premio de Gran Bretaña, fue descalificado del Gran Premio de Bélgica porque su Benetton tenía un desgaste excesivo del tablón. La FIA permitió la tabla de diez milímetros de profundidad, con un margen de desgaste de un milímetro, lo que significa que la tabla debe tener un mínimo de nueve milímetros después de la carrera para que se considere legal. Desafortunadamente, la mayoría de los tablones del auto de Schumacher medía 7,4 milímetros, muy por debajo de la tolerancia legal.
Benetton, junto con Schumacher, afirmó que la tabla tenía un desgaste excesivo debido a un trompo del alemán durante la carrera. Sin embargo, el daño al tablón por el trompo fue visible más abajo y no fue la causa de la infracción. Benetton lanzó una apelación inmediata, con una reunión del Consejo Mundial del Deporte Automovilístico programada para el 5 de septiembre. La apelación de Benetton fue rechazada y se confirmó la descalificación de Schumacher. Las acusaciones de trampas de Benetton durante el verano de 1994 llevaron a rumores de que Schumacher dejaría el equipo. El equipo emitió un comunicado negando los rumores, afirmando que Schumacher completaría la temporada, lo que finalmente hizo ganando el Campeonato de Pilotos, aunque la victoria también resultó ser controvertida por sí sola. Schumacher terminaría quedándose con Benetton durante la temporada 1995, ganando también el título de pilotos esa temporada, antes de unirse a Ferrari en 1996, donde permanecería hasta el 2006, ganando otros cinco títulos de pilotos.

## Acciones de la FIA
Schumacher y Benetton, junto con otros tres pilotos, fueron convocados a una reunión del Consejo Mundial de Automovilismo el 26 de julio para hablar sobre su bandera negra en el Gran Premio de Gran Bretaña. En la reunión se anunció que Schumacher fue descalificado de la carrera, perdiendo así los seis puntos que obtuvo al terminar segundo en la carrera, y también se le impuso una suspensión de dos carreras. Esto significaba que Schumacher se perdería su carrera de casa, el Gran Premio de Alemania, junto con el Gran Premio de Hungría, a menos que decidiera apelar la decisión. Además del castigo impuesto a Schumacher, Benetton fue multado con un total de $600 000, $500 000 por no escuchar a los comisarios en la carrera británica y $100 000 por no enviar copias de su sistema de gestión del motor cuando se lo solicitaron de inmediato. En la reunión del consejo, el órgano rector también anunció que no se habían encontrado pruebas que sugirieran que Benetton estaba usando sistemas electrónicos ilegales, pero sí dijo que existía un sistema ilegal que podía activarse en cualquier momento. Benetton y Schumacher apelaron la decisión tomada por la FIA, permitiendo al alemán competir en el Gran Premio de casa.

Tanto Michael Schumacher como la escudería Benetton Formula sienten que las sanciones que se les impusieron fueron muy severas. Juntas, ambas partes acordaron apelar ante la Corte Internacional de Apelaciones de la FIA a través de las respectivas Autoridades Deportivas Nacionales y, por lo tanto, Schumacher participará en el próximo Gran Premio de Alemania de 1994. Se ha llegado a esta decisión tras la preocupación tanto de Michael como del equipo Benetton de que la ausencia de Schumacher en su Gran Premio de casa penalizaría injustamente y decepcionaría a todos los aficionados alemanes que han esperado este evento durante mucho tiempo. Michael Schumacher y Benetton Formula esperan que esta apelación resulte en una sanción reducida. Su prioridad ahora es prepararse para una actuación ganadora este fin de semana.
Comunicado emitido por Benetton tras la decisión tomada por la FIA.

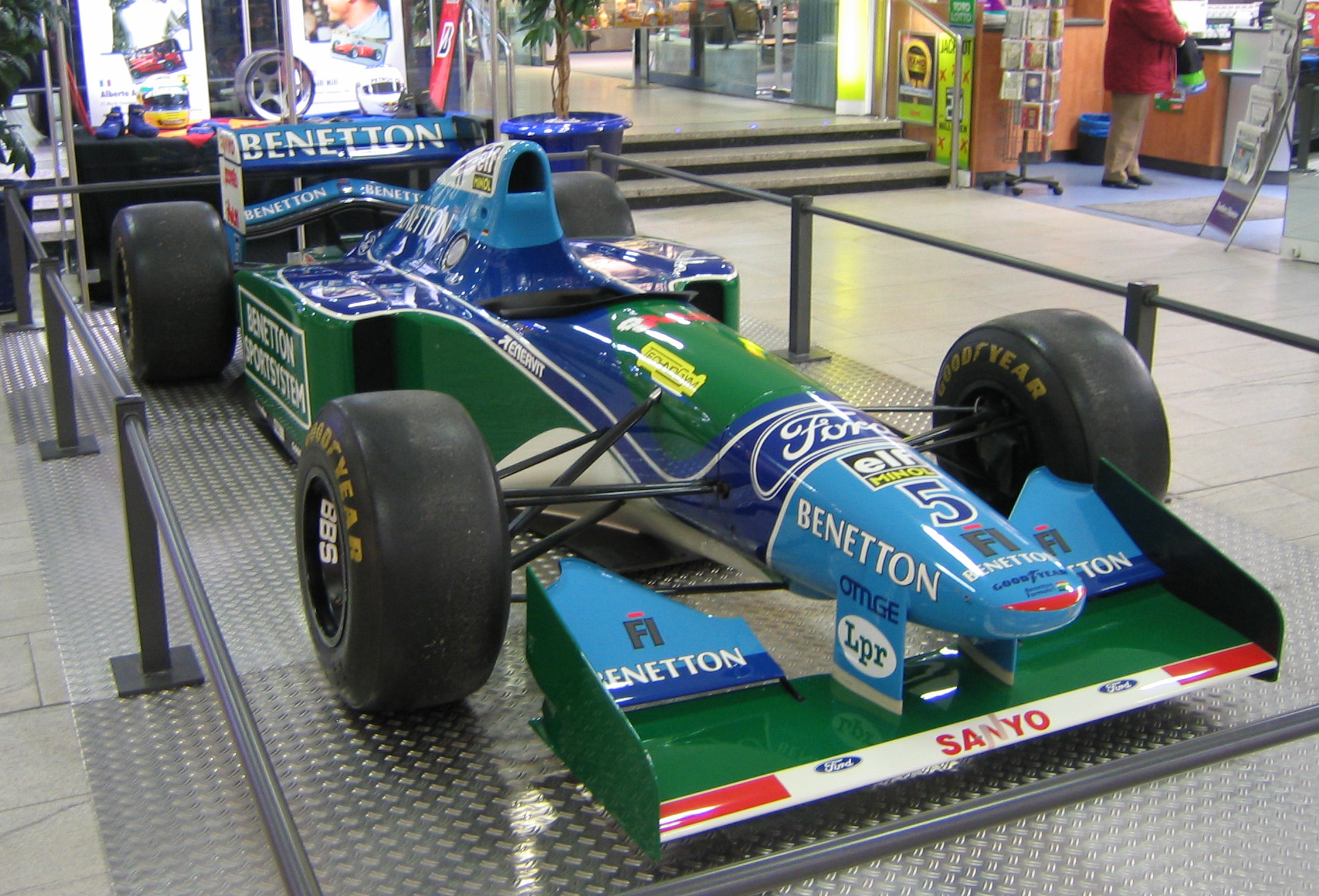
El Benetton B194 de Michael Schumacher causó controversia durante la temporada 1994 de Fórmula 1.

La apelación de Schumacher con respecto a la prohibición de dos carreras fue rechazada en el Tribunal Internacional de Apelaciones, y la FIA optó por mantener intacta su prohibición de dos carreras, lo que significa que se perdería las carreras de Italia y Portugal. J. J. Lehto reemplazó al alemán en dichas carreras.
La audiencia del Consejo Mundial del Deporte Automovilístico en torno a Benetton y el incendio ocurrido en Hockenheim se adelantó al 7 de septiembre, y la descalificación de Schumacher en el Gran Premio de Bélgica también se aplazó al mismo día. Sin embargo, la noche anterior a la audiencia, Larrousse, uno de los otros equipos que compiten en el campeonato, informó a la FIA que Intertechnique les informó en mayo que retiraran el filtro de la plataforma de reabastecimiento de combustible, un punto que Flavio Briatore señaló en reuniones anteriores, que todos menos cuatro equipos habían quitado el filtro. La FIA en la audiencia juzgó que Benetton no había intentado hacer trampa quitando el filtro de la plataforma de reabastecimiento de combustible, pero el órgano rector sí dijo que el equipo lo quitó sin autorización de Intertechnique para tratar de obtener una ventaja. Por lo tanto, el equipo fue declarado culpable del delito, pero escapó del castigo debido a esta declaración atenuante válida. Sin embargo, la apelación de Schumacher contra su descalificación en el GP de Bélgica fue rechazada por la FIA. Después de la audiencia, Benetton emitió un comunicado que decía:

Mild Seven Benetton Ford Formula 1 Team está muy satisfecho con el resultado de la audiencia de hoy en París, que ha limpiado por completo su buen nombre de cualquier acusación de fraude. Si bien es posible que el equipo no haya podido satisfacer al Consejo Mundial en cuanto a la causa precisa del desgaste del patín, se alegró de que la FIA declarara en términos claros que no se trataba de que el equipo hiciera trampa. El equipo también fue absuelto por completo del cargo de quitar el filtro de combustible ilegalmente. Esto debería poner fin a las especulaciones infundadas y descabelladas de la prensa de que la eliminación del filtro provocó el incendio en Hockenheim. Antes de la audiencia, la FIA admitió que no estaba alegando que la remoción del filtro hubiera causado el incendio. Al dar la decisión del Consejo Mundial, el presidente [Max Mosley] declaró que su opinión unánime era que el filtro se eliminó de buena fe y que sería inapropiado imponer cualquier sanción.
Comunicado emitido por Benetton tras la decisión tomada por la FIA con respecto al incendio de reabastecimiento de combustible en el Gran Premio de Alemania.

En la misma audiencia, se descubrió que McLaren infringió las normas técnicas por un dispositivo de cambio ascendente de la caja de cambios totalmente automática en el sistema de transmisión que se confirmó que se había utilizado en el monoplaza de Mika Häkkinen durante el Gran Premio de San Marino. El descubrimiento de este dispositivo por parte de la FIA se produjo cuando el piloto de pruebas de McLaren, Philippe Alliot, que había tomado asiento en Larrousse a mitad de temporada, comentó el hecho de que los coches de su nuevo equipo no poseían tal instalación. Se descubrió que el sistema contravenía las normas y se prohibió debidamente, al igual que el potencial de una función de reducción de marcha automática, pero McLaren quedó impune, ya que la FIA estaba convencida de que el equipo creía que era legal al instalarlo en el monoplaza según su interpretación de los reglamentos.

## Legado
En 2001, la FIA admitió que tenía problemas para patrullar las ayudas al piloto y, a partir del Gran Premio de España de ese año, se tomó la decisión de permitir el control de tracción, el control de lanzamiento y las transmisiones totalmente automáticas una vez más. El control de lanzamiento y las transmisiones completamente automáticas se prohibieron nuevamente en 2004, y en 2008 se exigió a los equipos que usaran unidades de ECU idénticas para evitar que los equipos ocultaran el control de tracción y otras ayudas electrónicas al piloto.